# Nicolau Coelho
Nicolau Coelho (n. 1460, Felgueiras, Districtul Porto, Portugalia – d. 1504, Africa Orientală Portugheză, Imperiul Portughez) a fost căpitanul care a condus operațiunea in care Vasco da Gama a descoperit ruta din Europa spre India , înconjurând Africa (deși nu în totalitate).